# Шахтоуправління «Шахтарське-Глибоке»
ДВАТ "Шахтоуправління «Шахтарське-Глибоке». Входить до ДХК «Шахтарськантрацит».
Фактичний видобуток 1995/808 т/добу (1990/1999). У 2003 р видобуто 582 тис.т. Максимальна глибина 1354/1208 (1990/1999).
Протяжність підземних виробок 125,8/102,6 км (1990/1999). У 1990—1999 розробляє пласт h8 потужністю 1,1-1,15 м, кут падіння 16-18°.
Надкатегорійна за метаном. Кількість очисних вибоїв 4/2, підготовчих 6/3 (1990/1999). Обладнання: комплекси КД-80.
Кількість працюючих: 3791/2569 осіб, в тому числі підземних 2117/1350 осіб (1990/1999).
Адреса: 86200, м. Шахтарськ, Донецької обл.